# Сорокино (городской округ Истра)
Сорокино — деревня в Костровском сельском поселении Истринского района Московской области. Население — 0 чел. (2016), зарегистрировано 4 садовых товарищества. Упоминание о деревне содержится в Явочном списке вотчинных владений Московского уезда писцов 1584-1586 гг. Т. А. Хлопова " С товарыщи " в разделе " Стан Сурожек ": "Богдан Васильев сын Внуков: вотчины за ним старое его по приправочным /л. 734/ книгам селцо Сорокино да пустошь: пашни и перелогу 75 четьи".
Находится примерно в 12 км на юго-запад от Истры, на правом берегу реки Малой Истры, высота над уровнем моря 196 м. Выше по течению реки в 1,5 км расположена деревня Львово, ниже в 600 м — Воскресёнки.

## Население
| 1859 | 1890 | 1899 | 1926 | 2002 | 2006 | 2010 |
| ---- | ---- | ---- | ---- | ---- | ---- | ---- |
| 116  | ↗122 | ↗141 | ↘130 | ↘9   | ↘0   | ↗2   |
| 2016 |      |      |      |      |      |      |
| ↘0   |      |      |      |      |      |      |